# 갈랑 양식
갈랑 양식(프랑스어: style galant) 또는 갤런트 양식(영어: Gallant style, Galante music)이란 바로크 시대 이후 프랑스에서 나타난 로코코 시대의 경쾌하고 우아한 양식을 말한다.
문화의 중심이 바로크 시대의 교회에서 왕후 귀족의 살롱으로 옮겨감에 따라 음악의 양식도 장중하고 견고한 바로크 스타일에서 로코코풍의 경쾌하고 우아한 것으로, 대위법적 작곡에서 화성중심의 음악으로 변천하였다. 이 양식은 17세기에 프랑스의 류트나 클라브생의 음악에서 발단하여 18세기 중엽에는 독일에도 영향을 미치게 되었다. 대표적인 작곡가로 쿠프랭(F.Couperin, 1668-1773), 피셔(J.Fischer, 1665-1746), 텔레만(G.Telemann, 1681-1767) 등을 들 수 있다.